# Alexander Artemev
Alexander Artemev (né le 29 août 1985 à Minsk) est un gymnaste artistique américain.

## Biographie
Fils du gymnaste soviétique Vladimir Artemov qui l'entraîne, Alexander Artemev commence la gymnastique à l'âge de sept ans. Il intègre l'équipe nationale américaine en 2003. Il remporte aux Jeux olympiques d'été de 2008 à Pékin la médaille de bronze du concours général par équipe.
Septième de l'épreuve de cheval d'arçons et douzième du concours général individuel, il participe aussi au concours de la barre fixe, des anneaux, des barres parallèles et du sol, sans dépasser le stade des qualifications.

## Palmarès

### Jeux olympiques
- Pékin 2008
  -  médaille de bronze au concours général par équipes.

### Championnats du monde
- Aarhus 2006
  -  médaille de bronze au cheval d'arçons.